# オオマツヨイグサ
オオマツヨイグサ（学名: Oenothera glazioviana）はアカバナ科マツヨイグサ属の二年草。北米大陸の原種をもとに、ヨーロッパで作り出された園芸種ともいわれる。日本では帰化植物の一つとされ、誤ってツキミソウともよばれる。和名はマツヨイグサよりも大形の意味である。中国名は、黃花月見草、紅萼月見草。

## 特徴
二年草または短命な多年草で、直立して高さは50 - 150センチメートル (cm) になる。茎は全体に硬い毛が生え、毛の基部が膨れて暗赤色の凸点になる。根性葉は地面に張り付いてロゼットをつくり、柄がついて葉先が円くなるが、茎上の葉は無柄で葉先が尖る。茎の葉は狭楕円形から披針形で、長さ5 - 15 cm、幅2.5 - 4 cm。ともに縁にはまばらに鋸歯があり、葉面は凹凸があって中央脈は白色を帯びる。
花期は夏（7 - 10月）。花は径8 cm内外、無柄で子房下位。自家和合性があり、夕方に咲いて翌朝にしぼむ。黄色い花弁は4枚で、広倒卵形で長さよりも幅のほうが大きい。花がしぼむと黄色から赤橙色に変わる。雄蕊は8個、雌蕊は1個で、花柱は雄蕊よりも長く、先が4裂する。葯は長さ10 - 12 mmで、花粉は大小あり、稔性は半分程度である。萼の下部は長さ3 - 5 cmの筒形になり、萼片は長さ2.8 - 4.5 cmが4個で2片ずつついて、花が開くときには外側へ反る。
果実（蒴果）は長さ2 - 3.5 cmほどの狭披針状で、赤色の点があり、熟すと4片に裂けるが裂片は強く反り返らない。種子は褐色から黄褐色、長さ1.3 - 2 mmで角張っており、皺も多い。染色体数 2 n=14。

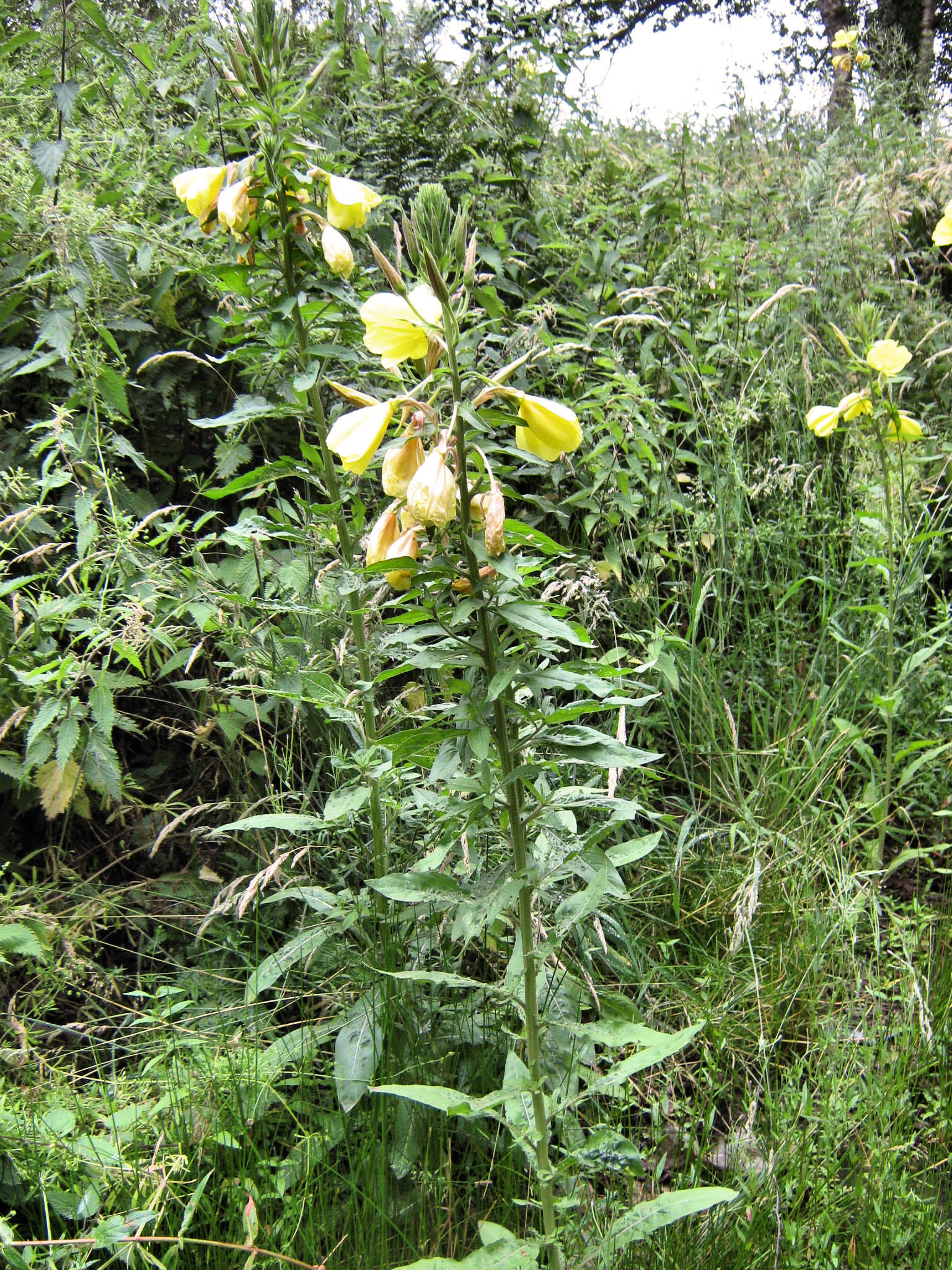
草姿
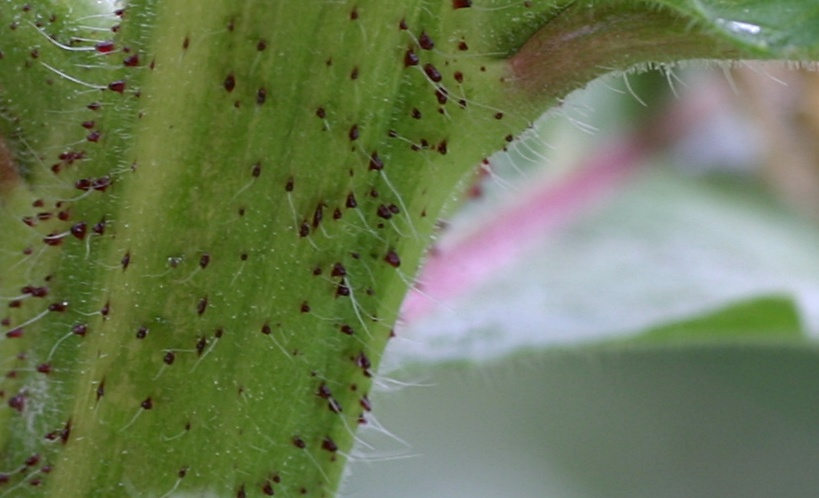
茎の表面に毛があり、基部は暗赤色に膨らんで凸状
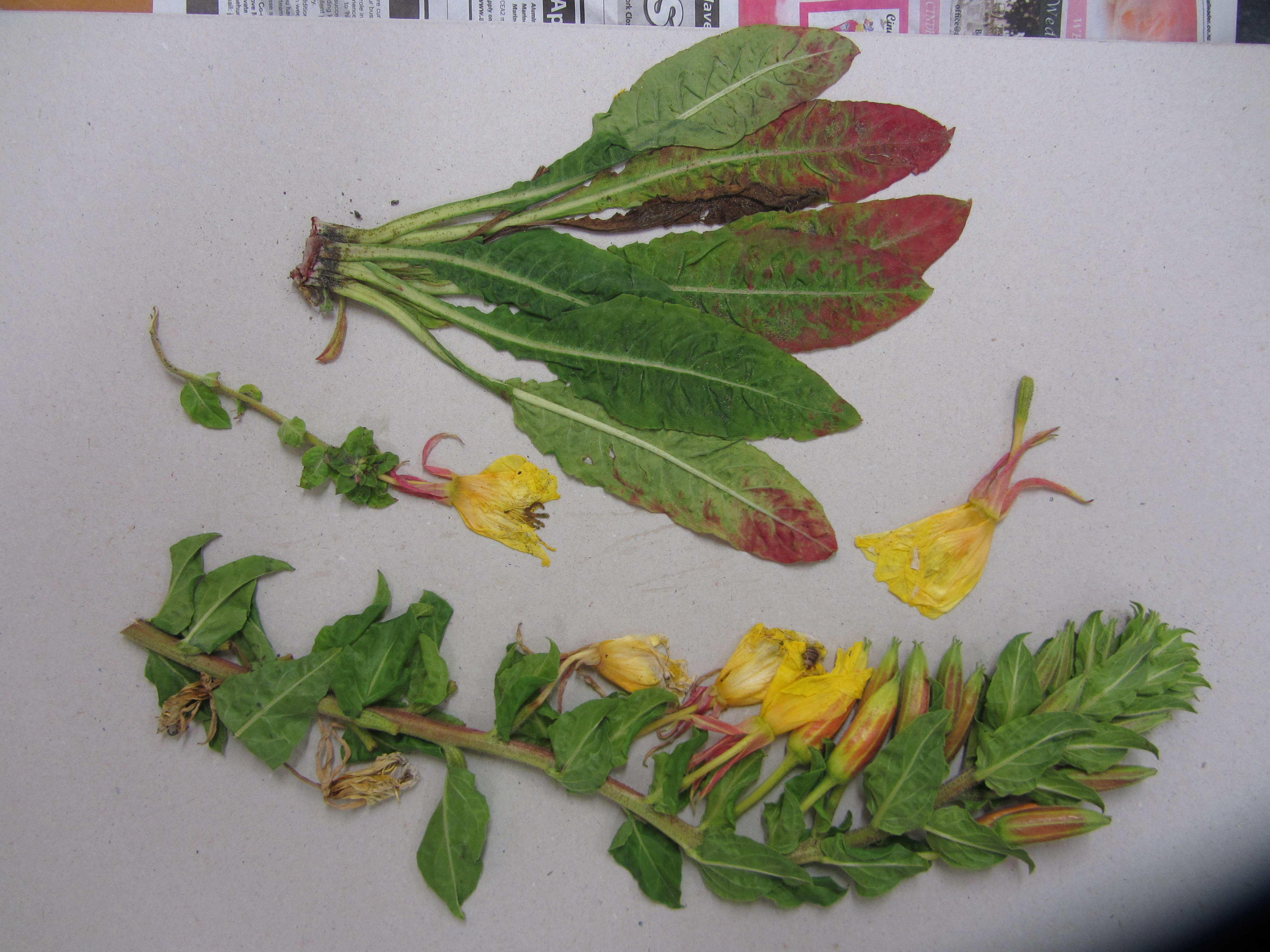
根出葉（上）は柄があるが、茎上の葉（下）には柄がない
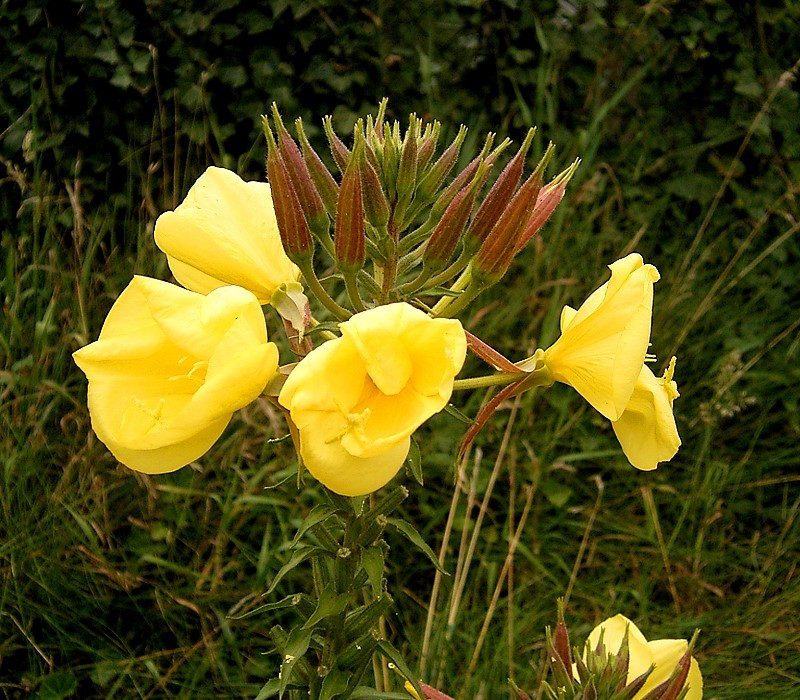
蕾と花
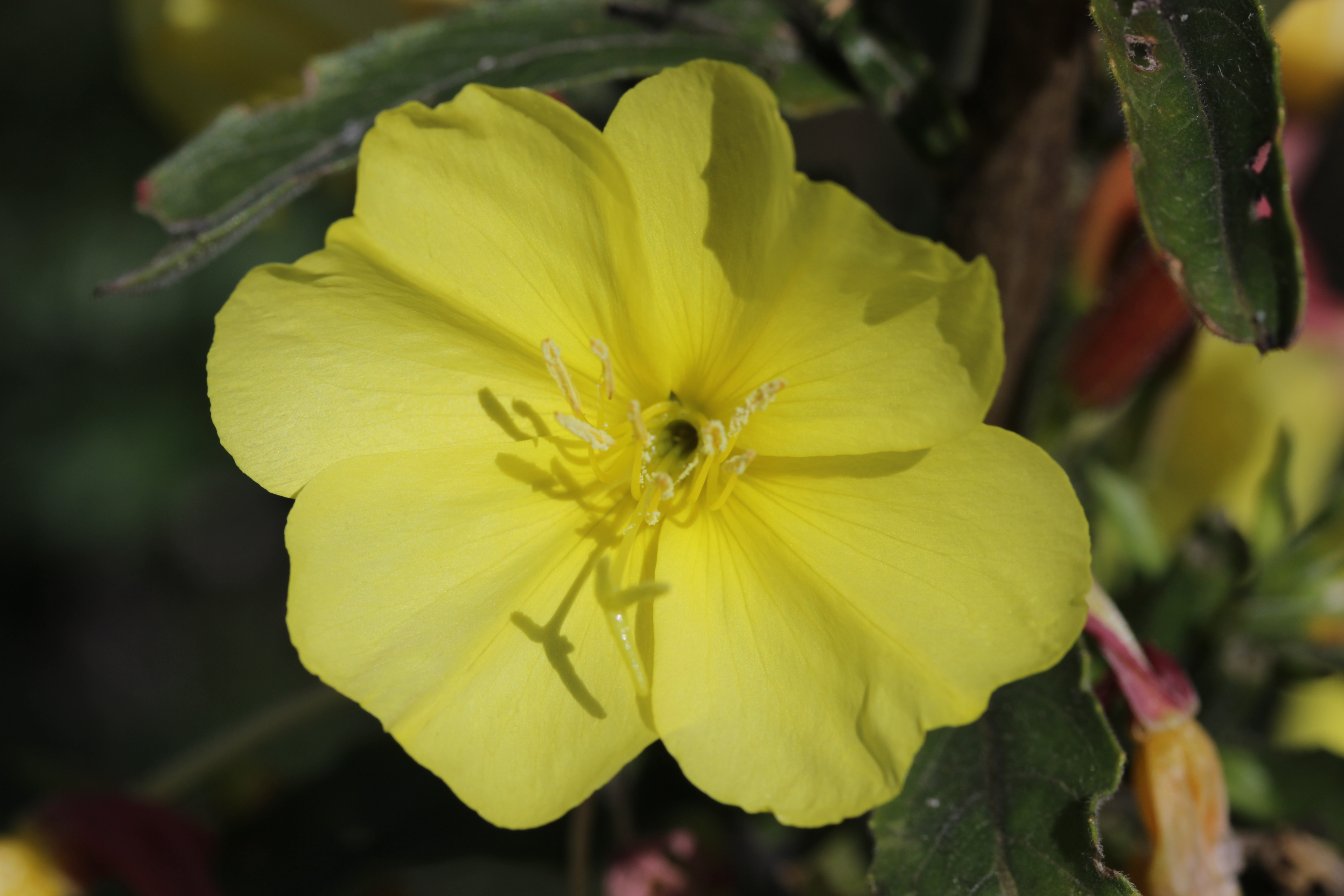
花弁は4枚で黄色

## 起源と分布
オランダの植物学者ユーゴー・ド・フリースの突然変異説の研究材料として知られる植物であるが、その由来は必ずしも明らかではなく、北米産の種類をもとに、ヨーロッパで作出された園芸植物と推定されている。雑種起源で、ヨーロッパの庭園で作出されたともいわれる。本種は、南北アメリカ、ヨーロッパ、アシア、アフリカ、オーストラリアと世界的な広範囲に分布する。
日本には明治初年（1870年）ごろに入ったとされ、その後に多く野生化し、北海道から西南諸島まで日本全土に分布。河原や海浜に群生していたが、現在ではアレチマツヨイグサ（Oenothera parviflora）などに置き換わって数が減少しており、むしろ山間部で見られるようになった。開けた攪乱された場所に多い。

## 学名
本種について、日本では長らく学名を Oenothera lamarckiana auct. non Ser. を用いてきたが、原寛 (1995) は、北アメリカのマツヨイグサ属を研究した Munz (1949) の見解を紹介して、Oenothera erythrosepala (Borbás) Borbás をその学名に用いるべきだと主張した。一方、Dietrich, Wagner, Reven (1997) は、ブラジルのリオデジャネイロを原産地として、1875年に記載された表記の学名を採用し、Oenothera erythrosepala (Borbás) Borbás を含む40の学名をそのシノニム（異名）とした。Wagnerは、英文版の日本植物誌 “Flora of Japan” でもこの見解を踏襲している。